# Lourdeskirche (Krakau)

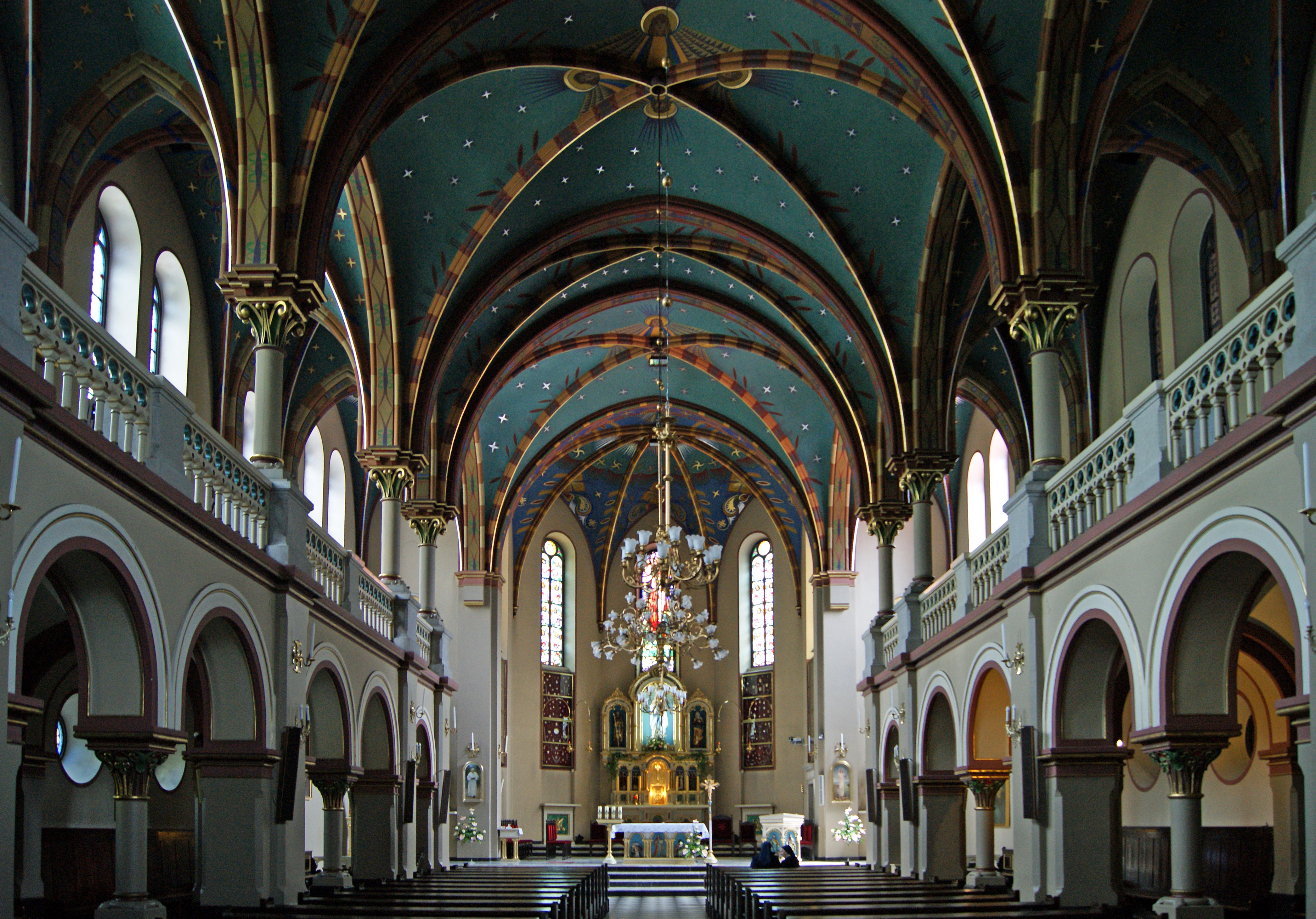
Innenraum

Die Lourdeskirche (polnisch Kościół Najświętszej Maryi Panny z Lourdes) in Krakau ist eine katholische Kirche an der ul. Misjonarska 27 im Stadtteil Krowodrza. 

## Geschichte
Die Kirche wurde für die Lazaristen in den Jahren 1892 bis 1894 von Stefan Żołdani errichtet. Der Bau vereinigt Elemente der Neugotik mit denen der Neuromanik. Der Altar geht auf Edward Kowalczyk zurück. Neben der Kirche entstand in derselben Zeit das Klostergebäude. Die Pfarrei wurde 1913 eingerichtet. 1929 entstand an der Kirche zudem das Spital der Barmherzigen Schwestern. 